# Staphyleaceae
Staphyleaceae é uma família de plantas angiospérmicas (plantas com flor - divisão Magnoliophyta), pertencente à ordem Crossosomatales.
A ordem à qual pertence esta família está por sua vez incluida na classe Magnoliopsida (Dicotiledóneas): desenvolvem portanto embriões com dois ou mais cotilédones.

## Géneros
- Euscaphis
- Huertea
- Staphylea
- Tapiscia
- Turpinia